# Cola de Mono
Cola de Mono è un film del 2018 diretto da Alberto Fuguet.

## Trama
Vigilia di Natale, 1986. La famiglia allargata di Borja, adolescente precoce con la passione per il cinema, si riunisce per celebrare la festa. La combinazione del soffocante calore cileno con l'uso smodato di bevande alcoliche contribuirà a portare a galla segreti che dovevano restare sepolti.